# Kūh-e Ḩalqeh Darreh
Kūh-e Ḩalqeh Darreh (persiska: ارتفاعات حلقه در, Ertefā‘āt-e Ḩalqeh Dar, کوه حلقه دره) är en bergskedja i Iran.   Den ligger i provinsen Alborz, i den nordvästra delen av landet, 90 km väster om huvudstaden Teheran.